# Ministerio de Gobierno y Justicia (Panamá)
El Ministerio de Gobierno y Justicia de Panamá fue institución pública panameña que era dependiente del Órgano Ejecutivo. Fue el encargado del sistema penitenciario, seguridad pública, protección civil, bomberos, correos, gobernabilidad y Gobierno interior.

## Historia
Tras la separación de Panamá de Colombia, el 3 de noviembre de 1903, la Junta Provisional de Gobierno aprobó el Decreto n.º 14 de 9 de noviembre del mismo año, que organizó provisionalmente los ministerios de Estado entre los que se encontraba el Ministerio de Gobierno y Justicia. Su primer titular fue Eusebio A. Morales.
Entre las funciones que se le asignaron al Ministerio de Gobierno y Justicia en ese entonces, se encontraba todo lo relacionado con el orden público, la policía, divisiones territoriales, elecciones populares, decretos y leyes de la República.
Además, dentro de su competencia también le correspondía la revisión y suspensión de los acuerdos municipales y las resoluciones de los prefectos y alcaldes; impresiones oficiales, archivos nacionales, intérpretes públicos, correos, telégrafos; Higiénicos y Beneficiarios públicos; Cuerpo de Bomberos; Convención Constituyente; Asamblea Legislativa; agencias de navegación por vapor, empresa de tranvía, Compañía del Canal de Panamá y del ferrocarril de Panamá, preparar los proyectos sobre legislación en materia de régimen político y otras instancias que se establezcan en el Istmo.
Con este ministerio se logró concentrar la administración y organización de las políticas económicas que anteriormente eran de control de las autoridades de la Gran Colombia, en primera instancia y de la Nueva Granada después.
Por la necesidad de organización de las estructuras políticas de la nueva República, la Junta de Gobierno Provisional expidió el Decreto n.º 31 de 12 de diciembre de 1903, orgánico del Ministerio de Gobierno y Justicia  mediante el cual se estableció que los asuntos de este ministerio se clasificarían por ramos: de Gobierno; de Higiene; Beneficencias y Recompensas, Contabilidad y Negocios Terminales.
Durante los primeros años de República, los gobernantes empezaron a transformar las políticas de la administración del Estado, creando para ello las Secretarías de Estado, mediante la Ley n.º 68 de 7 de junio de 1904, promulgada por la Convención Nacional de Panamá, a través de la cual se establecía que el Despacho Administrativo del Poder Ejecutivo se dividiría en Cuatro Secretarías. Desde esta perspectiva el Ministerio de Gobierno y Justicia  con la Ley n.º 84 de 1 de julio de 1941, se divide el despacho administrativo del Poder Ejecutivo en 6 ministerios entre los cuales se encontraba el Ministerio de Gobierno y Justicia.
Actualmente, el Ministerio de Gobierno y Justicia fue reorganizado pasando a ser el Ministerio de Gobierno y siendo trasladadas las funciones de Seguridad pública al  Ministerio de Seguridad Pública, se rige mediante la Ley 19 de 3 de mayo de 2010, por el cual se reorganiza y se establecen las funciones de sus respectivas secciones. Pasando a ser el Ministerio de Gobierno

## Lista de ministros
Lista de ministros
| Name                     | Year(s) of Service    |
| Aldreano Robles Méndez   |                       |
| Ricardo J. Alfaro        |                       |
| Harmodio Arias           |                       |
| Eusebio A. Morales       | 1903-1917-1921        |
| Tomás A. Arias           | 1904                  |
| Santiago de la Guardia   | 1905                  |
| Ricardo Arias            | 1906                  |
| Aristides Arjona         | 1908                  |
| Ramón Valdés             | 1909-1910             |
| Heliodoro Patiño         | 1911                  |
| Salvador Jurado          | 1912                  |
| Ramón F. Acevedo         | 1913                  |
| Francisco Filós          | 1914                  |
| Juan B. Sosa             | 1915-1916             |
| Héctor Valdés            | 1916-1917 / 1935-1937 |
| Roberto F. Chiari        | 1923-1924             |
| Rafael Neira A.          | 1924                  |
| Carlos L. López          | 1925-1928             |
| Andrés Robles            | 1929-1930             |
| Daniel Ballen            | 1930                  |
| Francisco A. Paredes     | 1931                  |
| Guillermo Andreve        | 1931-1932             |
| Juan A. Jiménez          | 1933                  |
| Galileo Solís            | 1934-1935             |
| Leopoldo Arosemena       | 1939                  |
| Camilo De La Guardia     | 1942                  |
| Francisco A. Filós son   | 1943-1945             |
| Alfonso Correa G.        | 1945                  |
| Carlos Sucre             | 1946-1947             |
| Francisco Solís          | 1947                  |
| Jacinto López y León     | 1948                  |
| José Daniel Crespo       | 1948-1949             |
| Abilio Bellido           | 1949                  |
| Alfredo Alemán           | 1949-1951             |
| José C. de Obaldía       | 1951                  |
| Miguel Ángel Ordoñez     | 1951-1952             |
| Raúl De Roux             | 1952                  |
| Catalina Arrocha Grael   | 1952                  |
| Alejandro R. Cantera     | 1955-1956             |
| Max Heurtemate           | 1956/1957/1958        |
| Humberto Fassano         | 1957-1958             |
| José Dominador Bazán     | 1959-1959 / 1965-1967 |
| Héctor Valdés            | 1959-1960             |
| Marcos Aurelio Robles    | 1960-1963             |
| Max Arosemena            | 1963-1964             |
| Gonzalo Tapia            | 1964-1964             |
| César Arrocha            | 1964-1965             |
| Targidio Bernal          | 1965-1965             |
| José Bazán               | 1965-1967             |
| Fabio Velarde            | 1967-1967             |
| Joaquín Franco           | 1967-1968             |
| Eduardo Morgan           | 1968-1969             |
| Modesto Justiniani       | 1969-1969             |
| José Guillermo Aizpú     | 1969-1969             |
| Pedro Julio Pérez        | 1970-1970             |
| Alejandro Ferrer         | 1970-1971             |
| Juan Materno Vásquez     | 1971-1974             |
| Ricardo Rodríguez        | 1974-1976 / 1980-1980 |
| Cesar Rodríguez          | 1976-1976             |
| Jorge Castro             | 1976-1978             |
| Adolfo Ahumada           | 1978-1980             |
| Jorge E. Ritter          | 1981-1982             |
| Fair Fidel Palacios      | 1982-1983             |
| Carlos O. Tipaldos       | 1983-1984             |
| Rodolfo Chiari           | 1984-1984 / 1986-1989 |
| Carlos De Sedas, Son     | 1984-1985             |
| Jorge Ricardo Riba       | 1985-1986             |
| Renato Pereira           | 1989                  |
| Olmedo Miranda           | 1989-1989             |
| Ricardo Arias Calderón   | 1989-1991             |
| Juan Bautista Chevalier  | 1991-1994             |
| Jacobo Salas             | 1994                  |
| Raúl Montenegro Diviazo  | 1994-1998             |
| Mariela Sagel            | 1998-1999             |
| Winston Spadafora Franco | 1999-2001             |
| Aníbal Salas             | 2001-2002             |
| Arnulfo Escalona Ávila   | 2002-2004             |
| Hector B. German E.      | 2004-2005             |
| Olga Golcher             | 2005-2007             |
| Daniel Delgado Diamond   | 2007-2008             |
| Dilio Arcia Torres       | 2008                  |
| José Raúl Mulino         | 2010-2010             |
| Roxana Méndez            | 2010-2011             |
| Jorge Ricardo Fábrega    | 2011-2014             |
| Milton Henríquez         | 2014-2016             |
| María Luisa Romero       | 2017–present          |